# Creeslough
Creeslough (in irlandese An Craoslach) è una località della Repubblica d'Irlanda. Fa parte della contea di Donegal, nella provincia di Ulster.